# Степок (Таращанский район)
Степо́к (укр. Степок) — село, входит в Таращанский район Киевской области Украины.
Население по переписи 2001 года составляло 430 человек. Почтовый индекс — 09523. Телефонный код — 4566. Занимает площадь 1,801 км². Код КОАТУУ — 3224487201.

## Местный совет
09523, Київська обл., Таращанський р-н, с.Степок